# Caumont-sur-Durance
Caumont-sur-Durance é uma comuna francesa na região administrativa da Provença-Alpes-Costa Azul, no departamento de Vaucluse. Estende-se por uma área de 18,23 km². Em 2010 a comuna tinha 4 998 habitantes (densidade: 274,2 hab./km²).